# Sigrid Corneo
Sigrid Teresa Corneo, née le 27 avril 1970 à Lecco, est une coureuse cycliste italienne. Active dans les années 1990 et 2000, elle a été championne de Slovénie sur route en 2009 et a représenté ce pays aux Jeux olympiques de Pékin en 2008. Elle est directrice sportive de l'équipe BePink Cogeas depuis 2012.

## Palmarès
- 1995
  - 3e du Tour du Trentin international féminin
- 2003
  - 3e du Tour cycliste féminin international de l'Ardèche
- 2004
  - 2e du Tour du Costa Rica
  - 3e du Tour du Salvador
- 2005
  - 4e étape du Tour du Salvador
  - 3e du Tour du Salvador
- 2007
  - 2e étape du Tour féminin en Limousin
  - 2e du Tour féminin en Limousin
- 2009
  -  Championne de Slovénie sur route
- 2010
  - 2e du championnat de Slovénie sur route
  - 2e du championnat de Slovénie du contre-la-montre